# Conspicuous Gallantry Medal
La Conspicuous Gallantry Medal (CGM, en français : « Médaille de la bravoure remarquable ») était une décoration militaire britannique décernée, jusqu’en 1993, pour bravoure en action pour les officiers mariniers et les matelots de la Royal Navy, y compris les adjudants et autres grades des Royal Marines. Elle était autrefois également décernée au personnel d’autres pays du Commonwealth. En 1943, une version pour la Royal Air Force a été créée pour récompenser une bravoure remarquable en action contre l’ennemi dans les airs.

## Historique
La Conspicuous Gallantry Medal était la récompense de bravoure de deuxième niveau pour les hommes du rang de la Royal Navy, se classant juste en dessous de la Croix de Victoria et, après sa création en 1914, au-dessus de la Distinguished Service Medal. Elle était normalement accordée avec une rente ou une gratification. En 1943, pendant la Seconde Guerre mondiale, une version pour la Royal Air Force, la Conspicuous Gallantry Medal (Flying), a été ajoutée. Depuis 1917, les récipiendaires ont le droit d’utiliser les lettres « CGM » après leur nom.
La médaille d’origine de la Royal Navy a été instituée en 1855 pour reconnaître la bravoure pendant la guerre de Crimée, en tant que contrepartie navale de la Distinguished Conduct Medal. Seules douze ont finalement été décernées, les médailles ayant été créées en adaptant des exemplaires de la Meritorious Service Medal des Royal Marines, avec les mots « MERITORIOUS SERVICE » effacés de l’inscription au revers, et « CONSPICUOUS GALLANTRY » gravé à la place.
La Conspicuous Gallantry Medal a été rétablie le 7 juillet 1874 en tant que décoration permanente. Elle a d’abord été utilisée pour récompenser la bravoure dans les différentes campagnes coloniales de la fin du XIXe siècle auxquelles la Royal Navy a participé.
Elle est restée une récompense exclusivement navale jusqu’à la Seconde Guerre mondiale, lorsqu’un certain nombre de changements ont été apportés. La possibilité de la recevoir a été étendue en avril 1940 au personnel de la Royal Air Force servant dans la flotte, et en juillet 1942, au personnel de l’armée servant à la mer (par exemple en mettant en œuvre les canons antiaériens d’un navire de commerce), et en septembre 1942 aux matelots de la marine marchande.
En janvier 1943, la Conspicuous Gallantry Medal (Flying) a été créée pour les actes de bravoure remarquable lors d’opérations aériennes contre l’ennemi. Elle était d’un niveau inférieur à celui de la Croix de Victoria, mais supérieur à celui de la Distinguished Flying Medal.
En 1979, l’éligibilité à un certain nombre de décoration britanniques, y compris la CGM, a été étendue pour permettre les récompenses posthumes. Jusque-là, seules la Croix de Victoria et une citation pouvaient être décernées à titre posthume.
En 1993, la Médaille de la bravoure remarquable, l’Ordre du Service distingué (lorsqu’il est décerné spécifiquement pour bravoure) et Distinguished Conduct Medal ont tous été remplacés par la Conspicuous Gallantry Cross (CCG). La CCG est interarmées et elle est décernée aux militaires de tous les grades. Elle est la deuxième récompense, après la Croix de Victoria, pour la bravoure en action.
La CGM avait également été décernée par les pays du Commonwealth, mais dans les années 1990, la plupart, y compris le Canada, l’Australie et la Nouvelle-Zélande, ont établi leurs propres systèmes de distinctions honorifiques et ne recommandent plus personne pour les distinctions honorifiques britanniques.

## Description

### Médaille
Hormis le ruban, les médailles décernées pour les services à la mer et pour les services aériens sont identiques. La médaille est circulaire, argentée, de 36 millimètres (1,4 pouce) de diamètre avec le dessin suivant :
- L’avers représente le profil et les titres du monarque régnant. La version de 1855 porte la date « 1848 » sous l’effigie de la reine, ce qui reflète le fait que les médailles ont été adaptées à partir de spécimens de la Meritorious Service Medal[7] antérieure. La médaille a été décernée avec l’un des cinq avers suivants[1] :

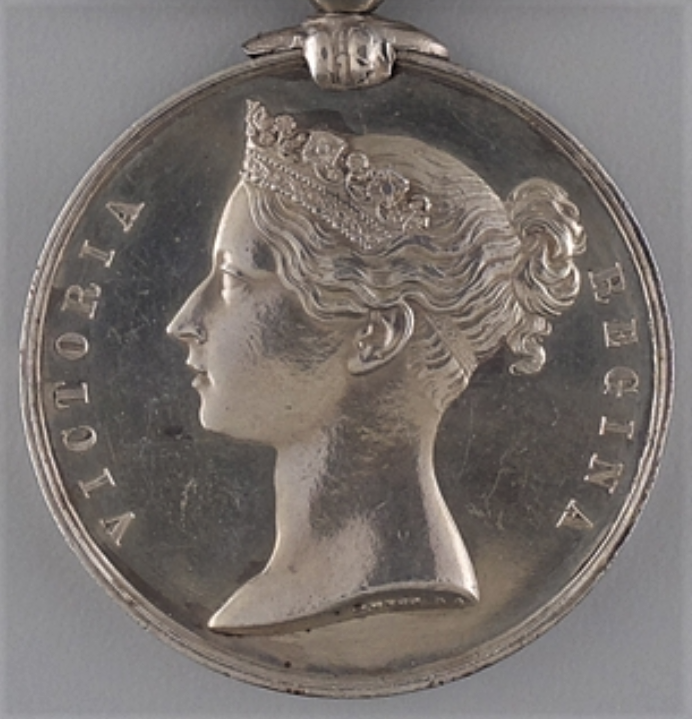
Victoria (1855–1901) (la version de 1855 mentionne « 1848 » sous le buste de la reine)
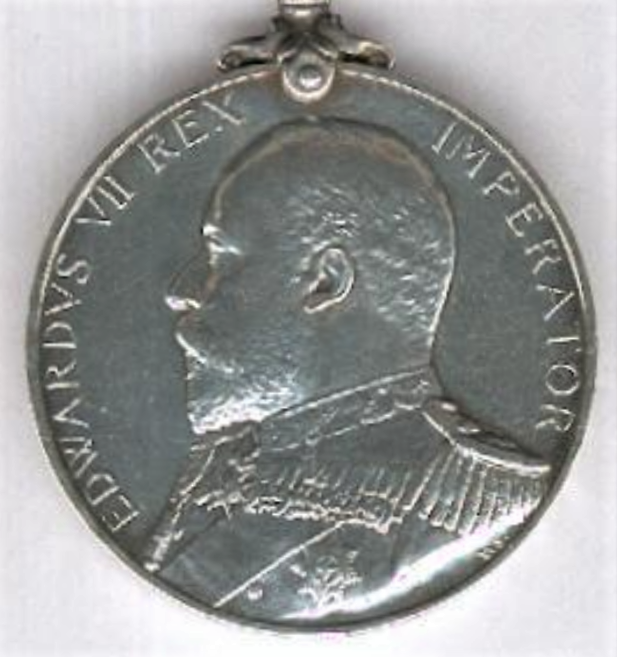
Édouard VII (1902–1910)
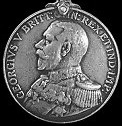
George V (1911–1936)
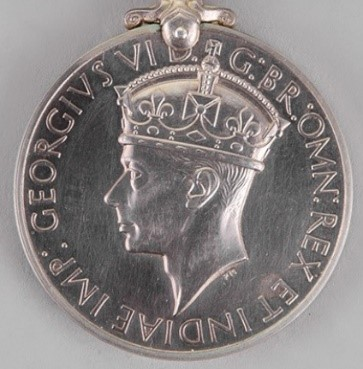
George VI (1937–1951)
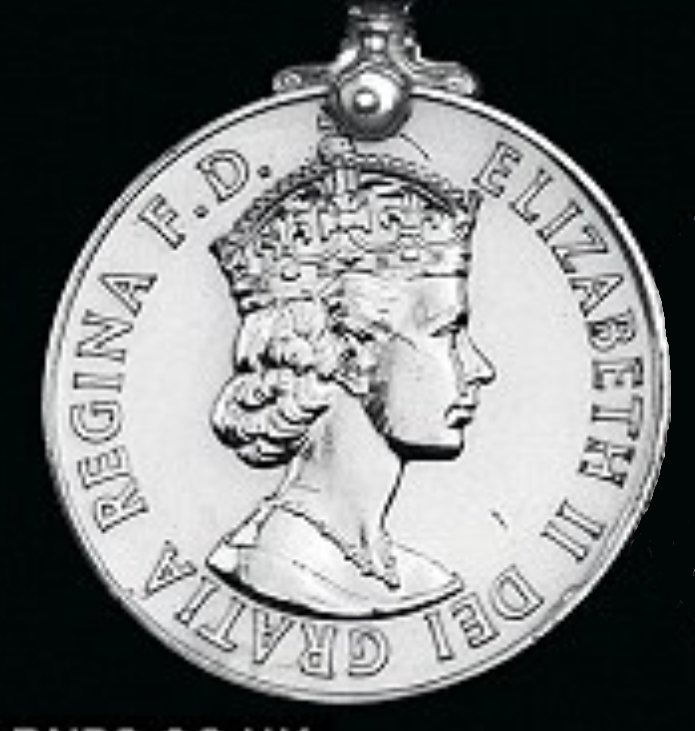
Élisabeth II (1952-93)
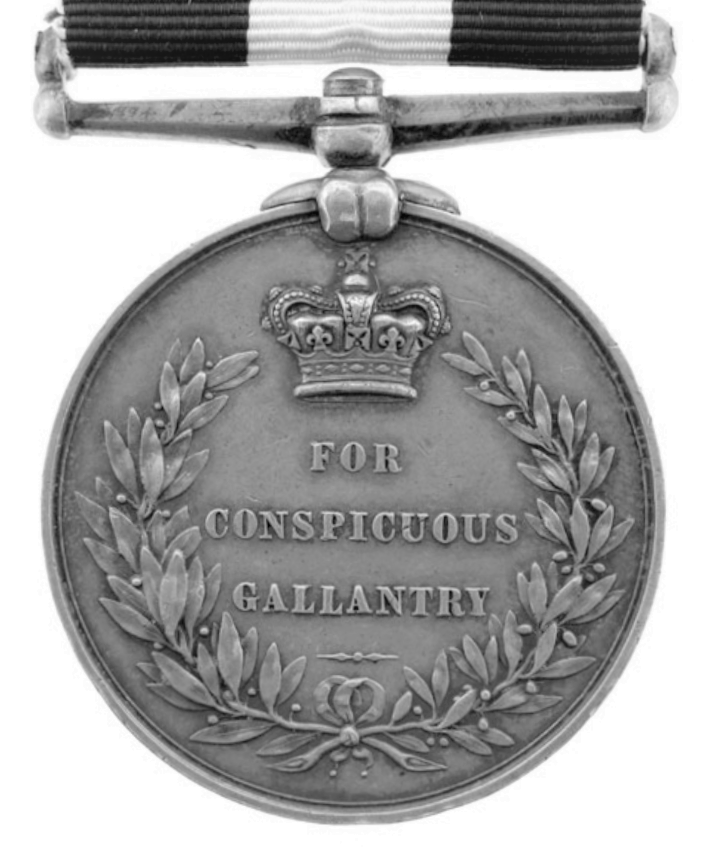
Revers de toutes les versions

- Le revers porte les mots « FOR CONSPICUOUS GALLANTRY » sur trois lignes, entourés d’une couronne de laurier et surmontés d’une couronne impériale (voir ci-dessus).
- Le ruban est suspendu à une barre droite, bien que la version de 1855 et certains exemplaires victoriens ultérieurs soient équipés d’un rouleau ornementé.
- Le nom, le grade, le matricule militaire du récipiendaire sont gravés ou imprimés sur le bord de la médaille. Certaines médailles mentionnent également le navire, la date et le lieu de l’action où la médaille a été remportée.
- Une barre d’argent et de laurier pouvait être décernée pour d’autres actes de bravoure éminents. Une seule a été décernée, en 1918, pour la version navale de la médaille.

### Ruban
Le ruban a deux variantes :
- Le ruban de la version navale a été changé en 1921. Auparavant formé de trois bandes de largeur égales, bleu foncé, blanc, et bleu foncé, il est devenu en 1921 blanc avec des bords étroits bleu foncé, les mêmes que la Naval General Service Medal.
- Le ruban du CGM (Air) est bleu ciel, avec les mêmes étroites bandes extérieures bleu foncé.

## Récipiendaires
Entre 1855 et 1993, un total de 369 médailles et une deuxième barrette de récompense ont été décernées.
| Période   | CGM (Mer) | CGM (Air) | Bar |
| --------- | --------- | --------- | --- |
| 1855      | 12        | –         | –   |
| 1874–1901 | 51        | –         | –   |
| 1902–1913 | 2         | –         | –   |
| 1914–1919 | 108       | –         | 1   |
| 1920–1938 | 2         | –         | –   |
| 1939–1945 | 80        | 111       | –   |
| 1946–1993 | 2         | 1         | –   |
| Total     | 257       | 112       | 1   |

Les chiffres ci-dessus pour la Seconde Guerre mondiale comprennent dix récompenses honorifiques à des militaires de pays alliés, huit pour leur service à la mer et deux pour leur bravoure en vol.